# Atopsyche peravia
Atopsyche peravia is een schietmot uit de familie Hydrobiosidae. De soort komt voor in het Neotropisch gebied.